# Marcellin-Emmanuel Varcollier
Marcellin-Emmanuel Varcollier (né le 10 février 1829 à Paris et mort le 27 août 1895 dans la même ville) est un architecte français.

## Biographie
Marcellin-Emmanuel Varcollier est né le 10 février 1829 à Paris,.
Ses parents sont Michel "Augustin" Varcollier (1795-1882) et Pauline Marie Françoise "Atala" Stamaty. Son père est Chef de la division des beaux-arts à la Préfecture de la Seine. Il est ami avec Jean-Auguste-Dominique Ingres, Eugène Delacroix, Horace Vernet, Hector Berlioz, Alexander von Humboldt, Alexandre Dumas, François-René de Chateaubriand. Il est secrétaire des commandements du roi de Westphalie Jérôme Bonaparte vers 1815. Sa mère est la filleule de François-René de Chateaubriand. Elle est une artiste-peintre, modèle, élève, puis amie d'Ingres. Elle expose aux Salons de 1827 et 1837. Marcellin-Emmanuel fait partie d'une fratrie de six enfants dont Oscar , François-Constantin et Louise
.
Marcelin-Emmanuel Varcollier étudie à l'École des beaux-arts de Paris. Il est l'élève de Louis-Pierre Baltard. Il devient architecte de la ville de Paris, membre du conseil d'architecture de la ville de Paris. Il est connu en particulier pour la construction de l'église Saint-Joseph de Pontivy (Morbihan), de la  synagogue de la rue des Tournelles dans le 4e arrondissement (1867-1876),,,,, la mairie de Montmartre dans le 18e arrondissement (1888-1891) et un projet pour la Caserne des Célestins,.